# Pseudechinus grossularia
Pseudechinus grossularia is een zee-egel uit de familie Temnopleuridae.
De wetenschappelijke naam van de soort werd in 1880 gepubliceerd door Théophile Rudolphe Studer.